# Mark Meadows

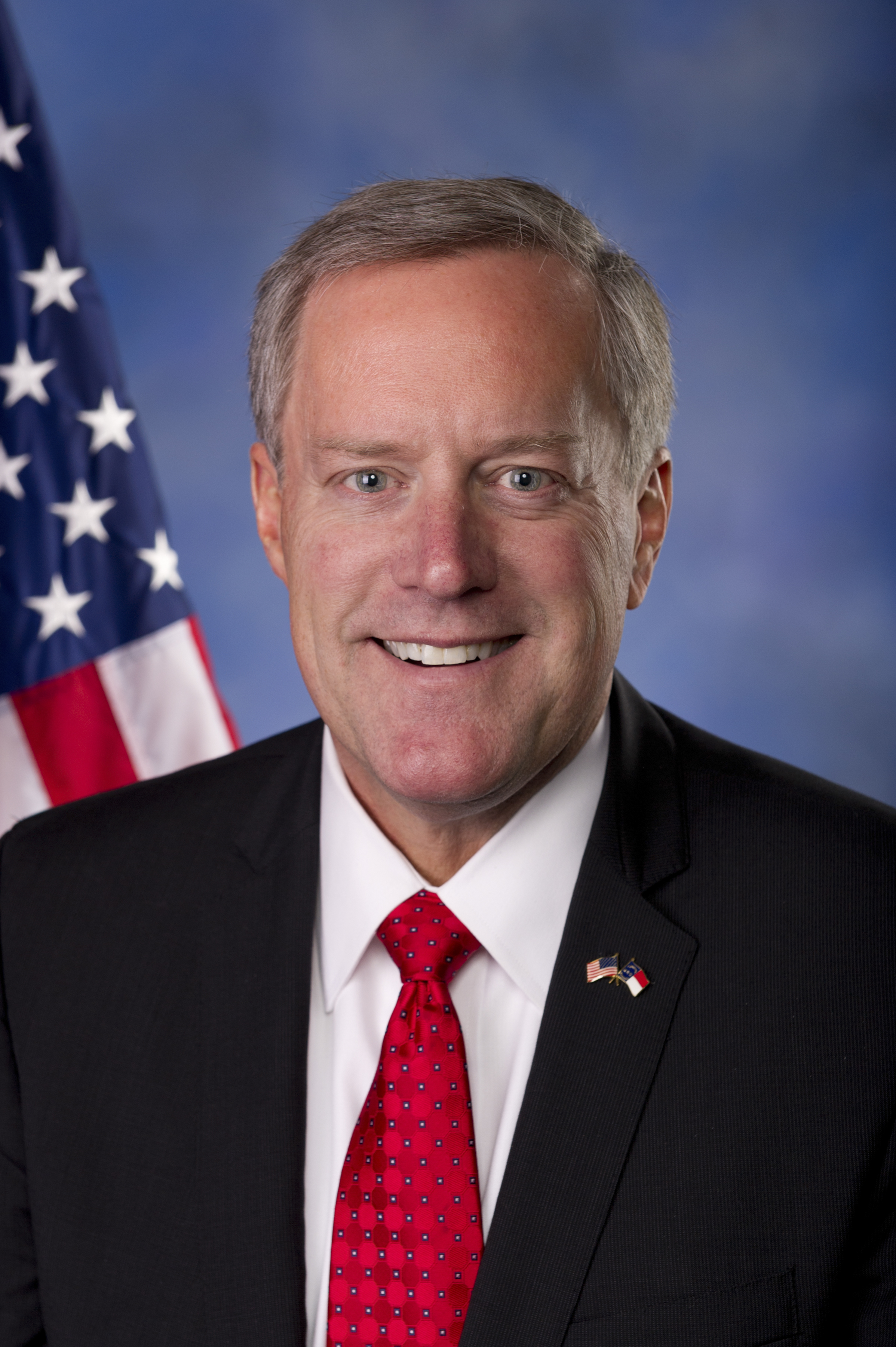
Mark Meadows (2013)

Mark Randall Meadows (* 28. Juli 1959 in Verdun, Frankreich) ist ein US-amerikanischer Politiker der Republikanischen Partei. Von 2013 bis 2020 vertrat er den Bundesstaat North Carolina im US-Repräsentantenhaus. Von März 2020 bis Januar 2021 war Meadows Stabschef des Weißen Hauses unter Donald Trump (Kabinett Trump I).

## Werdegang
Meadows besuchte die Florida State University in Tallahassee und studierte danach an der University of South Florida in Tampa. Anschließend arbeitete er als Direktor für Öffentlichkeitsarbeit. Gleichzeitig schlug er als Mitglied der Republikanischen Partei eine politische Laufbahn ein. Im August 2012 hielt er eine Rede auf der Republican National Convention in Tampa.
Bei den Kongresswahlen des Jahres 2012 wurde Meadows im elften Wahlbezirk von North Carolina in das US-Repräsentantenhaus in Washington, D.C. gewählt, wo er am 3. Januar 2013 die Nachfolge des nicht mehr kandidierenden Demokraten Heath Shuler antrat. Bei der Wahl erreichte er um die 57 Prozent der Wählerstimmen. Er wurde in den Jahren 2014, 2016 und 2018 wiedergewählt und übte sein Amt bis zu seiner Berufung zum Stabschef aus.
Meadows war von Januar 2017 bis Oktober 2019 Vorsitzender des Freedom Caucus an, einer Gruppierung besonders konservativer Abgeordneter innerhalb der republikanischen Fraktion. Die Mitglieder dieser Fraktion waren mitverantwortlich dafür, dass die von US-Präsident Donald Trump geplante Rücknahme des Patient Protection and Affordable Care Act („Obamacare“) am 24. März 2017 scheiterte, weil ihnen die Reformen des von Trump vorgelegten Vorschlags nicht weit genug gingen. Politico berichtete im Januar 2019, dass Meadows – der zwischenzeitlich als Stabschef des Weißen Hauses in der Nachfolge von John F. Kelly gehandelt worden war – einer der engsten Berater Trumps geworden sei, der teils mehrmals am Tag mit dem Präsidenten telefoniere.
Am 29. Oktober 2019 stimmte Meadows als einer von elf Abgeordneten des Repräsentantenhauses gegen die Resolution, die die Ermordung und Deportation der Armenier im Osmanischen Reich als Völkermord klassifizierte. Im Januar 2020 wurde er als einer von acht republikanischen Abgeordneten in das Verteidigungsteam des Weißen Hauses während des Amtsenthebungsverfahrens gegen Trump berufen.
Anfang März 2020 designierte US-Präsident Trump Meadows zum Nachfolger von Mick Mulvaney als Stabschef des Weißen Hauses. Meadows legte sein Kongressmandat zum 30. März 2020 nieder und trat sein Amt als Stabschef am 31. März 2020 an. Seine Amtszeit als Stabschef endete mit der Amtseinführung des neuen Präsidenten Joe Biden am 20. Januar 2021.
Am 12. November 2021 weigerte sich Meadows, einer Vorladung des Ausschusses des Repräsentantenhauses nachzukommen, der untersuchte, wie es am 6. Januar desselben Jahres zur gewaltsamen Erstürmung des Kapitols durch Trump-Anhänger gekommen war. Er ließ lediglich durch seinen Anwalt 9.000 Dokumente übergeben, aus denen nach Aussage von Ausschussmitgliedern hervorging, dass Meadows bei dem Versuch Trumps, das Ergebnis der Präsidentschaftswahl von 2020 als Big Lie („Große Lüge“) zu kippen, eine größere Rolle gespielt hatte als bis dahin vermutet. Da er einer Vorladung vor dem Ausschuss weiterhin keine Folge leistet, beschloss dieser am 13. Dezember 2021, ihn - wie schon dem ehemaligen Trump-Berater Steve Bannon - wegen Missachtung des Kongresses anzuklagen.
Meadows hat 2021 ein Buch über seine Zeit als Stabschef veröffentlicht. Im Jahr 2023 sagte Meadows im Zuge der Ermittlungen des US-Justizministeriums gegen Trump wegen dessen Umgangs mit Regierungsdokumenten als Zeuge aus.
Im August 2023 stimmte eine Grand Jury in Fulton County in Georgia für eine Anklage gegen eine 19 Personen umfassende Gruppe, zu der auch Meadows gehört. Der Gruppe wird in der Anklageschrift eine Verschwörung zur Beeinflussung des Ergebnisses der US-Präsidentschaftswahl 2020 im Bundesstaat Georgia vorgeworfen, „um rechtswidrig den Ausgang einer Wahl zugunsten von Trump zu verändern“. Insgesamt nennt die Anklageschrift 41 Anklagepunkte. Am 24. August wurde Rudy Giuliani deswegen im Gefängnis von Fulton County erkennungsdienstlich behandelt.

## Werke
- The Chief’s Chief. All Seasons, St. Petersburg 2021, ISBN 978-1-7374785-2-2.